# Le Masque de Fu Manchu
Série
Les Treize Fiancées de Fu Manchu
(1966)
Pour plus de détails, voir Fiche technique et Distribution.
Le Masque de Fu Manchu (The Face of Fu Manchu) est un film britanno-allemand de Don Sharp, sorti en 1965.

## Synopsis
Le film commence par l'exécution publique du docteur Fu Manchu, qui a la tête tranchée. Plus tard, une série de meurtres atroces a lieu à Londres, et Nayland Smith de Scotland Yard suspecte bien vite que le Dr Fu Manchu n'a pas péri, et que c'est lui qui se trouve à l'origine de ces morts horribles. Il découvre également l'existence d'un gaz létal.

## Fiche technique
- Titre français : Le Masque de Fu Manchu
- Titre original anglais : The Face of Fu Manchu
- Titre allemand : Ich, Dr. Fu Man Chu
- Réalisation : Don Sharp
- Scénario : Harry Alan Towers, d'après le roman de Sax Rohmer
- Production : Harry Alan Towers pour Hallam Productions et Constantin Film[1]
- Photographie : Ernest Steward
- Musique : Christopher Whelen
- Montage : John Trumper
- Décors : Frank White
- Pays d'origine :  Royaume-Uni,  Allemagne de l'Ouest
- Langues : anglais
- Format : Couleur (Technicolor) - 2,35:1 - Mono
- Genre : Action, Horreur
- Durée : 89 minutes
- Dates de sortie :
  - Allemagne de l'Ouest : 6 août 1965
  - États-Unis : 24 octobre 1965
  - France : 2 février 1966[1]
- Affiche : Jean Mascii (France)

## Distribution
- Christopher Lee (V.F : Marc Cassot) : Dr Fu Manchu/ Lee Tao
- Nigel Green  (V.F : Michel Gatineau) : Sir Nayland Smith
- Joachim Fuchsberger  (V.F : Jean Violette) : Karl Janssen
- Karin Dor  (V.F : Anne Carrère) : Maria Muller Janssen/ Maria Merten
- James Robertson Justice (V.F : Louis Arbessier) : Sir Charles Fortescue
- Howard Marion-Crawford (V.F : Michel Gudin) : le docteur Petrie
- Tsai Chin : Lin Tang
- Walter Rilla  (V.F : Gerard Ferat) : le professeur Hans Muller/ le professeur Hans Merten
- Harry Brogan : le professeur Gaskell
- Poulet Tu : Lotus
- Edwin Richfield (V.F : William Sabatier) : le magistrat en chef
- Archie O'Sullivan  (V.F :  Fernand Fabre) : le Chambellan
- Joe Lynch : Robinson, le gardien de la salle des coffres
- Peter Mosbacher (V.F :  Rene Beriard) : Gustav Hanumon
- Ric Young : le Grand Lama
- Jack O'Reilly (V.F : Pierre Collet) : Policier

## Autour du film
- Le film est le premier d'une nouvelle série de Fu Manchu au cinéma, qui connaîtra en tout 5 épisodes avec Christopher Lee dans le rôle-titre.
- La scène de l'exécution en introduction du film fut tournée dans le quartier des condamnés à mort d'une prison irlandaise désaffectée.

### Vidéographie
- zone 2 : Le Masque de Fu Manchu, Canal+ Vidéo « collection Cinéma de quartier », [2001],  (EAN 3-339161-276083) — Édition comprenant une présentation du film par Jean-Pierre Dionnet, un entretien avec Christopher Lee et un autre avec François Rivière…